# Cap d'Astarac
Cap d'Astarac es una comuna nueva francesa situada en el departamento de Gers, de la región de Occitania.

## Historia
Fue creada el 1 de enero de 2025, en aplicación de una resolución del prefecto de Gers de 18 de diciembre de 2024 con la unión de las comunas de Cabas-Loumassès, Monbardon, Saint-Blancard y Sarcos, pasando a estar el ayuntamiento en la antigua comuna de Saint-Blancard.

## Demografía
Según los datos aportados en la resolución del prefecto de Gers, la comuna se crea con 521 habitantes.

## Composición
| Comuna delegada | Código INSEE | Población (2022) | Superficie (km²) | Densidad (hab./km²) |
| --------------- | ------------ | ---------------- | ---------------- | ------------------- |
| Cabas-Loumassès | 32067        | 48               | 4.11             | 12                  |
| Monbardon       | 32260        | 69               | 6.41             | 11                  |
| Saint-Blancard  | 32365        | 281              | 14.87            | 19                  |
| Sarcos          | 32413        | 82               | 6.41             | 13                  |